# Prima Categoria (1905)
Prima Categoria 1905 (z wł. Pierwsza Kategoria) – były 8 edycją najwyższej klasy mistrzostw Włoch w piłce nożnej organizowanych przez FIF, które odbyły się od 5 lutego 1905 do 9 kwietnia 1905. Mistrzem został Juventus F.C., zdobywając swój drugi tytuł.

## Organizacja
Liczba uczestników została powiększona z 5 do 6 drużyn. Do rozgrywek dołączył US Milanese.

## Kluby startujące w sezonie
| Klub            | Miasto   | Region    |
| --------------- | -------- | --------- |
| SG Andrea Doria | Genua    | Liguria   |
| Genoa CFC       | Genua    | Liguria   |
| Juventus        | Turyn    | Piemont   |
| Milan CFC       | Mediolan | Lombardia |
| US Milanese     | Mediolan | Lombardia |
| FBC Torinese    | Turyn    | Piemont   |

## Eliminacje

### Grupa 1 (Liguria)
5 lutego
Genoa CFC – SG Andrea Doria 0:0
12 lutego
SG Andrea Doria – Genoa CFC 1:1
19 lutego
Genoa CFC – SG Andrea Doria 1:0
awans: Genoa

### Grupa 2 (Lombardia)
12 lutego
Milan CFC – US Milanese 3:3
19 lutego
US Milanese – Milan CFC 7:6
awans: Milanese

### Grupa 3 (Piemont)
12 lutego
Juventus F.C. – FC Torinese 3:0
19 lutego
FC Torinese – Juventus F.C. 0:3
awans: Juventus

## Runda finałowa
| #  | Klub          | M | Zw. | Rem. | Por. | BZ | BS | +/- | Pkt. |
| -- | ------------- | - | --- | ---- | ---- | -- | -- | --- | ---- |
| 1. | Juventus F.C. | 4 | 2   | 2    | 0    | 9  | 3  | +6  | 6    |
| 2. | Genoa CFC     | 4 | 1   | 3    | 0    | 7  | 6  | +1  | 5    |
| 3. | US Milanese   | 4 | 0   | 1    | 3    | 5  | 12 | -7  | 1    |

5 marca
Juventus F.C. – US Milanese 3:0
12 marca
Genoa CFC – Juventus F.C. 1:1
19 marca
US Milanese – Genoa CFC 2:3
26 marca
US Milanese – Juventus F.C. 1:4
2 kwietnia
Juventus F.C. – Genoa CFC 1:1
Ostatni mecz Juventus rozegrał w składzie: Durante, Armano, Mazzia, Walty, Goccione, Diment, Barberis, Varetto, Forlano, Squair, Donna.
9 kwietnia
Genoa CFC – US Milanese 2:2